# Turkmenistan Airlines

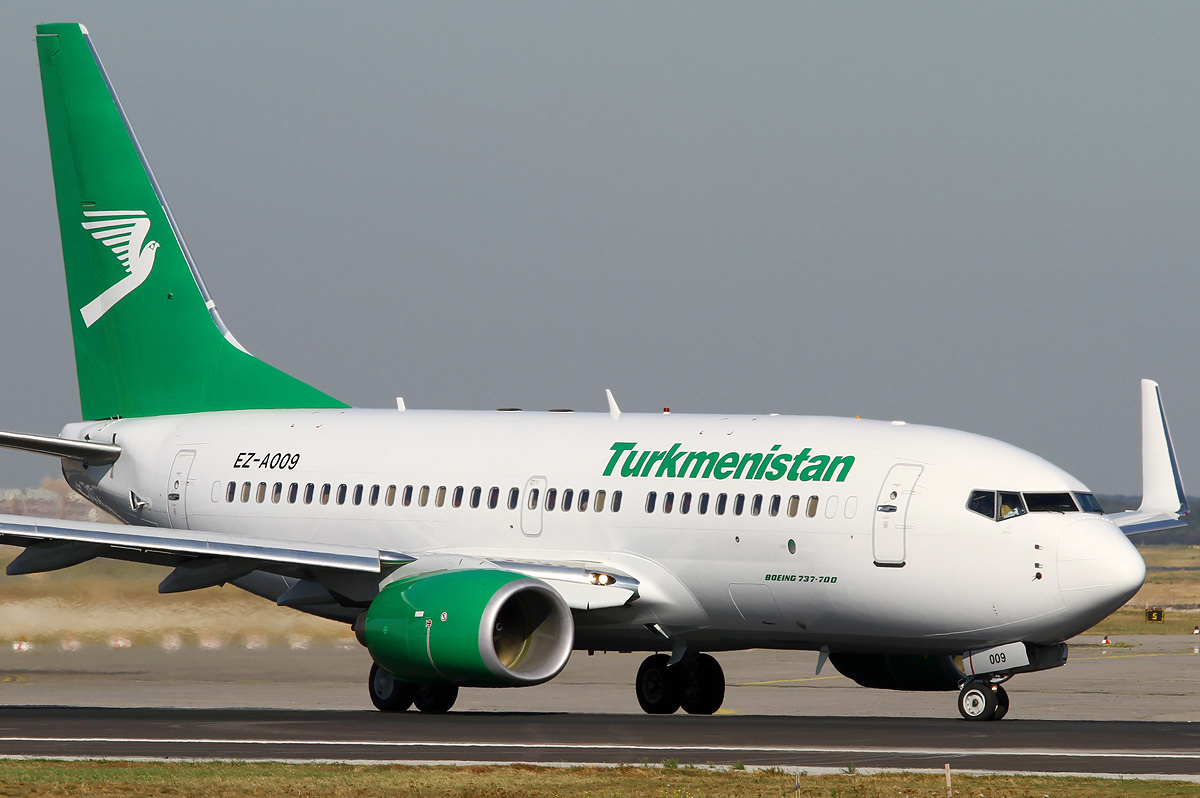
Boeing 737-700

Авіалінії Туркменістана (туркм. Türkmenhowaýollary, англ. Turkmenistan Airlines) — флагманський авіаперевізник Туркменістана. Базується в Ашгабаті. Виконує низку регулярних рейсів на 18 міжнародних до Європи, Азії. Головним хабом авіакомпанії є Міжнародний аеропорт Ашгабат ім. Сапармура́та Нія́зова (ASB), Ашгабат. Другорядні хаби — Міжнародний аеропорт Туркменбаші (KRW), Туркменбаші.
Авіакомпанія здійснює регулярні рейси до Києва (аеропорт «Бориспіль»), Львів і Донецьк. Генеральне представництво «Туркменських Авіаліній» в Україні знаходиться в Києві, на вул. Попудренка 18.

## Історія
Авіакомпанія створена 4 травня 1992 року. «Туркменські авіалінії» були першою авіакомпанією на пострадянському просторі, які придбали літак «Боїнг 737-300» в 1992 році. У квітні 1993 року Туркменістан став повноправним членом Міжнародної організації цивільної авіації. «Туркменські авіалінії» в 2000-х роках здійснили модернізацію свого флоту західного виробництва. Було придбано 7 літаків серії Боїнг 717 для виконання рейсів по Туркменістану, перший з цих літаків був представлений на виставці «МАКС-2001».